# Crotalaria kelaensis
Crotalaria kelaensis är en ärtväxtart som beskrevs av Baker f.. Crotalaria kelaensis ingår i släktet sunnhampor, och familjen ärtväxter. Inga underarter finns listade i Catalogue of Life.